# Ousefleet
Ousefleet är en by i civil parish Twin Rivers, i distriktet East Riding of Yorkshire, i grevskapet East Riding of Yorkshire, i England. Byn är belägen 8 km från Goole. Ousefleet var en civil parish 1866–1983 när blev den en del av Twin Rivers. Civil parish hade 167 invånare år 1961.